# Werdenberger Schloss-Festspiele

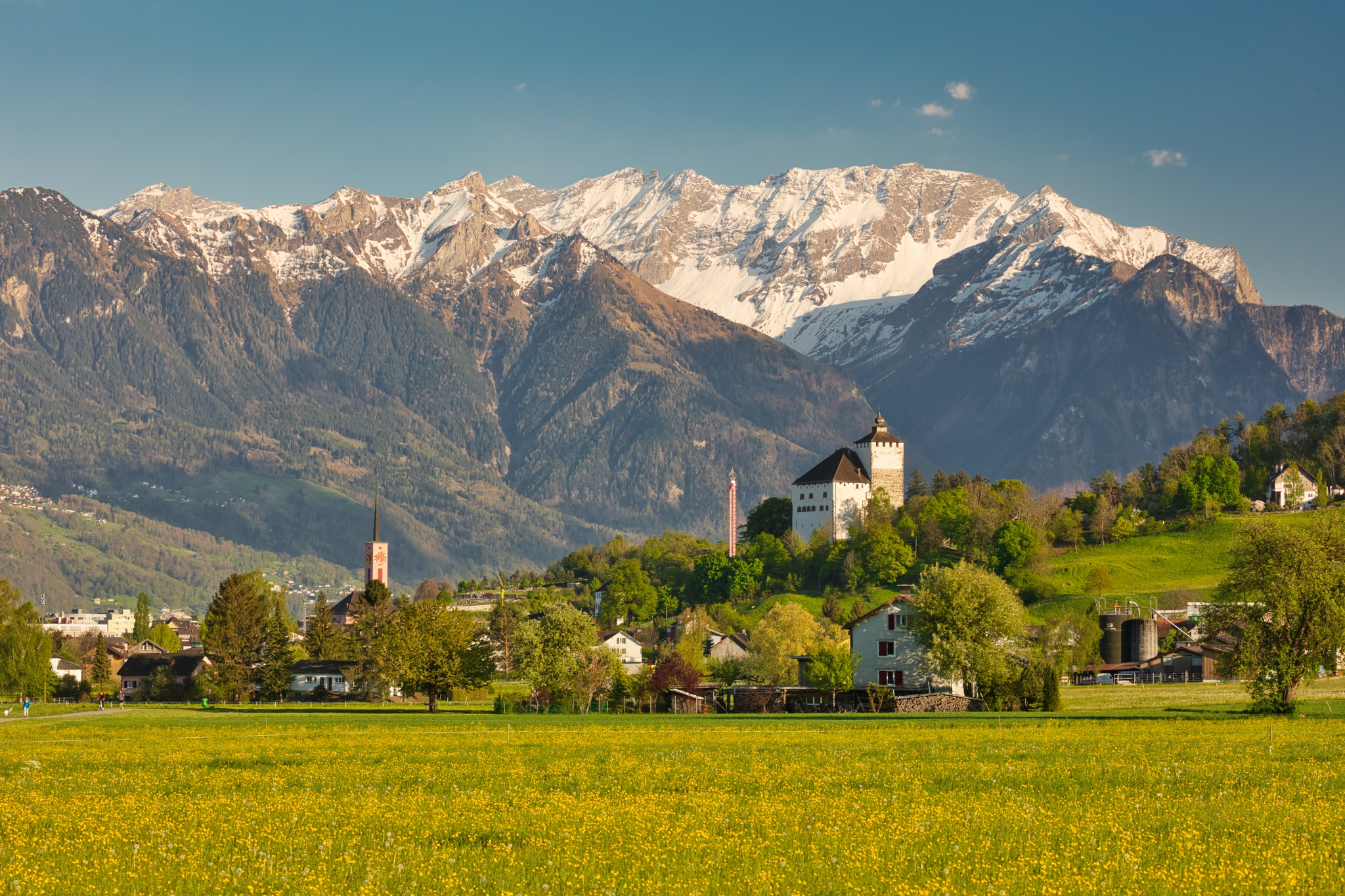
Panorama des Schlosses Werdenberg mit Städtchen

Die Werdenberger Schloss-Festspiele finden seit 1985 in regelmässigen Abständen im Schlosshof von Schloss Werdenberg statt. Seit 2018 werden die Freilichtaufführungen von Opern direkt am Werdenbergersee inszeniert mit Blick auf Städtchen und Schloss Werdenberg. Das Schweizer Städtchen Werdenberg ist die kleinste Festspielstadt Europas.

## Hintergrund
Trägerorganisation ist die «Werdenberger Schloss-Festspiele Genossenschaft». Diese hat die «Bereicherung des regionalen Kulturlebens, insbesondere auf Schloss Werdenberg, durch Musiktheater, Konzerte oder ähnliche Veranstaltungen» zum Zweck.
Die Kulisse des Schlosses aus dem 13. Jahrhundert verleiht den Veranstaltungen den Rahmen. Durch die Überdachung von Bühne und Tribüne können die Freilichtaufführungen auch bei zweifelhafter Witterung durchgeführt werden. Für Oper und Rahmenprogramm werden jeweils über 5000 Besucher erwartet.

## Produktionen
- 1985 Der Wildschütz (Albert Lortzing)
- 1987 Meine Schwester und ich (Ralph Benatzky)
- 1990 Die Zauberflöte (Wolfgang Amadeus Mozart)
- 1993 Die verkaufte Braut (Bedřich Smetana)
- 1996 Die lustigen Weiber von Windsor (Otto Nicolai)
- 1999 Carmen (Georges Bizet)
- 2002 Tosca (Giacomo Puccini)
- 2005 Fidelio (Ludwig van Beethoven)
- 2008 Der Freischütz (Carl Maria von Weber)
- 2010 Die Hochzeit des Figaro (Wolfgang Amadeus Mozart)
- 2012 Der Wildschütz (Albert Lortzing)
- 2015 Die verkaufte Braut (Bedřich Smetana)
- 2018 La traviata (Giuseppe Verdi)
- 2020 Carmen (Georges Bizet)
- 2022 Die lustigen Weiber von Windsor (Otto Nicolai)
- 2024 Der Liebestrank (Gaetano Donizetti)